# Giáo phận Ban Mê Thuột
Giáo phận Ban Mê Thuột (tiếng Latin: Dioecesis Banmethuotensis) là một giáo phận Công giáo Rôma tại Việt Nam. Địa giới bao gồm phần phía tây Đắk Lắk, phần phía bắc Lâm Đồng và phần phía bắc Đồng Nai với diện tích 24.474 km², là địa bàn sinh sống chủ yếu của các sắc tộc bản địa Tây Nguyên: Êđê, M’Nông và S’Tiêng.
Tính đến cuối năm 2017, toàn giáo phận có 440.942 giáo dân Công giáo trên tổng số 2.955.911 dân cư chiếm 14,91% dân số, với 8 giáo hạt, 106 giáo xứ và 73 giáo họ với 185 linh mục (trong đó 134 linh mục thuộc Giáo phận và 51 linh mục thuộc các dòng tu). Số liệu năm 2024 cho thấy Giáo phận phân chia thành 8 giáo hạt, 118 giáo xứ, 77 giáo họ độc lập và 281 linh mục, hơn 1.000 tu sĩ cùng con số giáo dân khoảng 481.000.
Giáo phận hiện tại được cai quản bởi giám mục chính tòa Gioan Baotixita Nguyễn Huy Bắc (từ năm 2024).

## Lịch sử
Đầu năm 1842, Giám mục Tông tòa Đàng Trong Stêphanô Théodore Cuénot Thể  đã cử 2 linh mục J.C. Miche Mịch, Duclos Lộ cùng thầy giảng Micae Cuông tới vùng Tây Nguyên để khai cuộc truyền giáo. Tuy nhiên, chuyến đi đầu tiên này không thành công, vì vậy liên tiếp trong những năm 1842 - 1846, Giám mục Cuénot Thể liên tiếp sai linh mục, thầy giảng và giáo dân tìm đường lên Tây Nguyên qua ngả Quảng Nam, Quảng Ngãi, nhưng việc đều không thành.
Năm 1847, Linh mục Fontaine, thuộc Hội Thừa sai Paris (MEP), đã tìm được đường thâm nhập. Ông sống và truyền giáo cho người dân M’nông bản địa gần buôn Yeng Drôm, giữa Bản Đôn và Đăk Mil một thời gian. Ông được xem là nhà truyền giáo đầu tiên trên vùng Đắk Lắk, mở đường cho công cuộc truyền giáo rầm rộ sau này trên vùng Tây Nguyên.
Ngày 14 tháng 1 năm 1932, Giáo hoàng Piô XI quyết định thành lập Giáo phận Kon Tum gồm ba tỉnh Kon Tum, Pleiku, Đắk Lắk và một phần lãnh thổ Attâpư thuộc Lào, sắc phong Linh mục M. Jannin Phước làm Giám mục hiệu tòa Gadara và bổ nhiệm ông làm Giám quản Tông tòa Giáo phận Kon Tum. Ngày 29 tháng 1 năm 1934, tân Giám mục Jannin Phước đến Buôn Ma Thuột. Ông cho thành lập họ đạo Ban Mê Thuột với số giáo dân khoảng 50 người, thuộc Giáo xứ Plei Pơo (La Sơn, Pleiku), giao cho linh mục Ban làm quản xứ. Ngày 15 tháng 8 năm 1934, một nhà nguyện nhỏ đầu tiên mái tranh vách đất được dựng ở Họ đạo Buôn Ma Thuột. Họ đạo do thầy giảng Phaolô Hiền, từ Họ đạo Mang Yang chuyển qua, phụ trách quản sự.
Ngày 30 tháng 3 năm 1937, giáo họ Buôn Ma Thuột được nâng lên hàng giáo xứ, trở thành giáo xứ đầu tiên tại Đắk Lắk, do linh mục Phêrô Nguyễn Đắc Cẩn cai quản. Tuy nhiên, chỉ sau một thời gian ngắn, do không hợp thủy thổ, linh mục Cẩn mắc bệnh sốt rét và thương hàn, phải về Tòa Giám mục để chữa bệnh. Hai linh mục Pierre Janningros và Pierre Romeuf Phương (giáo phận Quy Nhơn) được cử lên để tạm coi sóc giáo xứ. Mãi đến 26 tháng 7 năm 1942, Tòa Giám mục Kon Tum mới bổ nhiệm Linh mục Romeuf Phương làm tân Chính xứ Buôn Ma Thuột.
Từ năm 1955, nhiều giáo xứ trên địa bàn Đắk Lắk, Quảng Đức, Phước Long được hình thành, nhất là cuộc di cư từ Bắc vào đây làm số giáo dân ngày càng thêm đông. Tháng 9 năm 1956, linh mục Gioan Baotixita Trần Thanh Ngoạn được bổ nhiệm làm quản xứ Buôn Ma Thuột. Ông đã vận động các giáo dân xây dựng nhà thờ Buôn Ma Thuột, mà ngày nay là Nhà thờ chính tòa Ban Mê Thuột. Nhà thờ được xây dựng trong một năm và được khánh thành vào tháng 4 năm 1959.
Ngày 22 tháng 6 năm 1967, Giáo hoàng Phaolô VI ra Sắc chỉ Qui Dei Benignitate thiết lập Giáo phận Ban Mê Thuột gồm 3 tỉnh Đắk Lắk, Quảng Đức và Phước Long (là những địa phần từng thuộc các giáo phận Đà Lạt và Kon Tum); đồng thời bổ nhiệm linh mục Phêrô Nguyễn Huy Mai làm Giám mục tiên khởi giáo phận. Khi thành lập, giáo phận có 55 linh mục, 33 giáo xứ với 56.719 giáo dân, trải rộng trên diện tích 21.723 km² với dân số 290.800 người, gồm: người Kinh, Thượng, Mường, Nùng, Thái. Bấy giờ, Tòa Giám mục đặt tại thị xã Ban Mê Thuột. Ngày nay tên gọi chính thức của thành phố này là Buôn Ma Thuột nhưng giáo phận vẫn giữ tên gọi là Ban Mê Thuột.
Kể từ khi thiết lập, Giáo phận đã được quản lý bởi năm giám mục và giám quản bởi một giám mục không từng là giám mục chính toa, cụ thể: Giám mục Tiên khởi Nguyễn Huy Mai (1967–1990); Giám mục Trịnh Chính Trực (giám mục phó: 1981, kế nhiệm: 1990–2000), Giám mục Nguyễn Tích Đức (giám mục phó: 1997, kế nhiệm 2000–2006), Giám mục Giám quản Nguyễn Văn Hoà (2006–2009), Giám mục Nguyễn Văn Bản (giám mục: 2009–2022; Giám quản: 2022–2024) và Giám mục Nguyễn Huy Bắc (từ năm 2024). Địa giới giáo phận: phía bắc giáp giáo phận Kon Tum, phía tây nam giáp giáo phận Phú Cường, phía nam giáp giáo phận Xuân Lộc và giáo phận Đà Lạt, phía đông giáp giáo phận Qui Nhơn và giáo phận Nha Trang, phía tây giáp Hạt Phủ doãn Tông tòa Kampong Cham (Campuchia).

## Các danh địa giáo phận

### Nhà thờ chính tòa

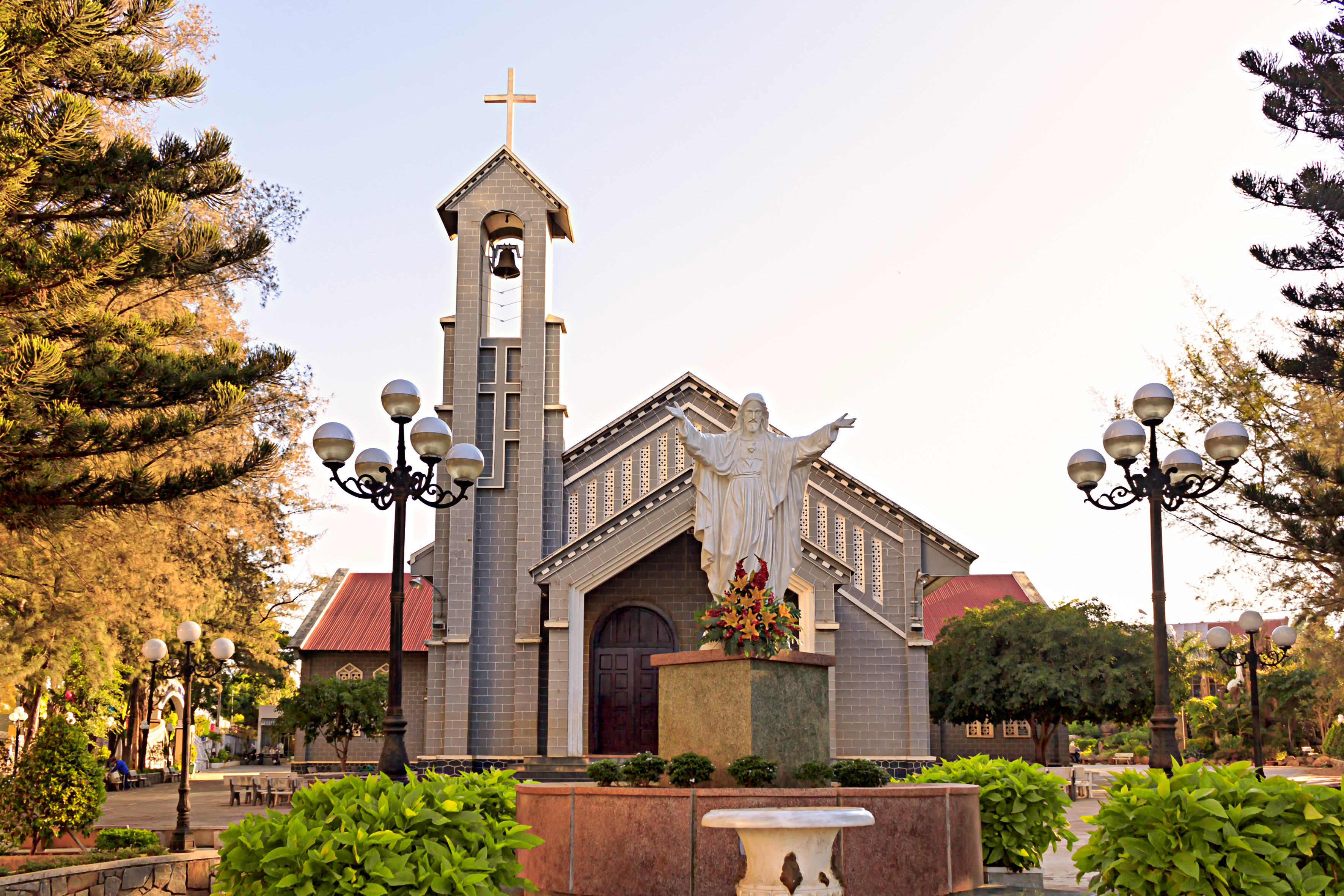
Nhà thờ chính tòa Ban Mê Thuột

Giáo phận Ban Mê Thuột chọn bổn mạng là Các Thánh Tử Đạo Việt Nam. Lễ Bổn mạng được tổ chức vào ngày 22 tháng 6 hàng năm tại Nhà thờ chính tòa Ban Mê Thuột (Giáo xứ Thánh Tâm), đây cũng là kỷ niệm ngày thành lập Giáo phận (22 tháng 6 năm 1967). Nếu ngày 22 tháng 6 trùng vào thứ Bảy, Chúa nhật hoặc thứ Hai, thì sẽ chuyển qua một ngày khác trong tuần để các giáo dân đều có thể dễ dàng tham dự.

### Tòa Giám mục
Địa chỉ: 104 Phan Chu Trinh, thành phố Ban Mê Thuột, tỉnh Đắk Lắk

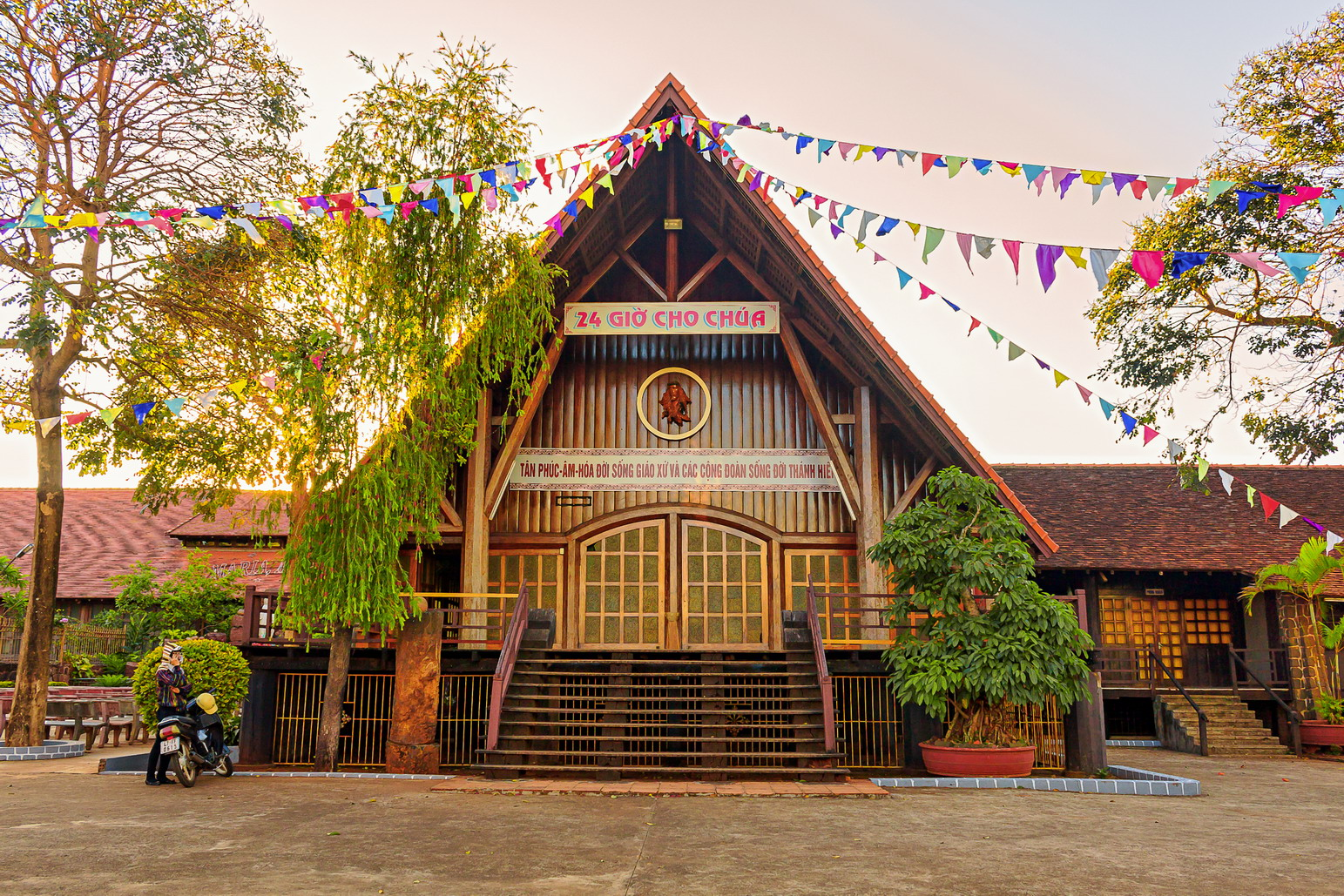
Tòa Giám mục Ban Mê Thuột

Nguyên thủy nơi đây là Nhà dòng do các nữ tu dòng Biển Đức xây dựng. Về sau, Nữ Đan viện Biển Đức dời về Thủ Đức, Sài Gòn vào năm 1966 để lập cơ sở mới tại đó. Cơ sở Nhà dòng đã được giám mục Kon Tum cho mua lại để các linh mục trong hạt Ban Mê Thuột làm nơi hội họp hàng tháng, như một sở quản lý và làm chỗ nghỉ vãng lai. Một nửa cơ sở này dành cho Dòng Mến Thánh Giá di chuyển từ Kon Tum xuống ở tạm trong khi chờ đợi xây cất Nhà dòng. Do đó, nơi này còn gọi là Nhà chung Ban Mê Thuột.
Sau khi giáo phận Ban Mê Thuột được thành lập, ngôi nhà này được chuyển thành Tòa Giám mục Ban Mê Thuột.

### Trung tâm hành hương
Đức Mẹ Giang Sơn
Đức mẹ Thác Mơ
Đồi Thánh Tâm xã Đoài
Đồi Ki-tô Vua (Gx.Châu Sơn)
Đức mẹ Lộ Đức (Gx.Thánh Linh)

### Các nhà thờ và tu viện lớn
- Nhà thờ chính tòa
- Dòng Nữ Vương Hòa Bình
- Tiểu Chủng viện Lê Bảo Tịnh

## Cơ cấu Giáo phận
Hạt Chính Tòa: 10 giáo xứ, 10 họ đạo biệt lập (TP. Buôn Ma Thuột, Ea Kar, Krông Păk cũ)
- Giáo xứ Buôn Lạc - Xã Tân Tiến, tỉnh Đắk Lắk
- Giáo xứ Chính Tâm - 118 Y Moan, phường Buôn Ma Thuột, tỉnh Đắk Lắk (*)
- Giáo xứ Dũng Lạc - 65 Nguyễn Văn Cừ, phường Tân Lập, tỉnh Đắk Lắk
- Giáo xứ Thánh Tâm - 2 Phan Chu Trinh, phường Thành Công, tỉnh Đắk Lắk
- Giáo xứ Phú Long - Phường Tân Lập, tỉnh Đắk Lắk
- Giáo xứ Thuận Hiếu - Xã Krông Pắk, tỉnh Đắk Lắk
- Giáo xứ Thuận Hòa - Xã Krông Pắk, tỉnh Đắk Lắk
- Giáo xứ Thuận Phúc - Xã Ea Phê, tỉnh Đắk Lắk
- Giáo xứ Thuận Tâm - Xã Ea Kar, tỉnh Đắk Lắk
- Giáo xứ Tình Thương - Phường Tân Lập, tỉnh Đắk Lắk

Hạt Mẫu Tâm: 13 giáo xứ, 7 họ đạo biệt lập (TP. Buôn Ma Thuột, Buôn Đôn, Krông Ana cũ)
- Giáo xứ Châu Sơn - Phường Buôn Ma Thuột, tỉnh Đắk Lắk
- Giáo xứ Chi Lăng - Phường Thành Nhất, tỉnh Đắk Lắk
- Giáo xứ Chính Nghĩa - 52/36 Hồ Tùng Mậu, phường Buôn Ma Thuột, tỉnh Đắk Lắk
- Giáo xứ Đoàn Kết - Xã Hòa Phú, tỉnh Đắk Lắk
- Giáo xứ Duy Hòa - 51 Võ Văn Kiệt, phường Thành Nhất, tỉnh Đắk Lắk
- Giáo xứ Hòa Nam - Xã Ea Nuôl, tỉnh Đắk Lắk
- Giáo xứ Hưng Đạo - 59 Nguyễn Du, phường Tự An, thành phố Buôn Ma Thuột, tỉnh Đắk Lắk
- Giáo xứ Kim Mai - 254 Lê Duẩn, phường Tân Thành, thành phố Buôn Ma Thuột, tỉnh Đắk Lắk
- Giáo xứ Mẫu Tâm - 70 Y Ngông, phường Buôn Ma Thuột, tỉnh Đắk Lắk
- Giáo xứ Quỳnh Ngọc - Xã Ea Na, tỉnh Đắk Lắk
- Giáo xứ Tân Lợi - Xã Cuôr Knia, tỉnh Đắk Lắk
- Giáo xứ Thánh Linh - 103 Nơ Trang Gưh, phường Buôn Ma Thuột, tỉnh Đắk Lắk
- Giáo xứ Thọ Thành - Xã Hòa Phú, tỉnh Đắk Lắk

Hạt Phước Long: 19 giáo xứ, 12 họ đạo biệt lập (TX. Phước Long, Bù Đốp, Bù Gia Mập, Phú Riềng cũ)
- Giáo xứ An Bình - Xã Đa Kia, tỉnh Đồng Nai
- Giáo xứ Bù Nho - Xã Phú Riềng, tỉnh Đồng Nai
- Giáo xứ Châu Ninh - Xã Thiện Hưng, tỉnh Đồng Nai
- Giáo xứ Đắk Ân - Xã Đắk Ơ, tỉnh Đồng Nai
- Giáo xứ Đức Hạnh - Xã Phú Nghĩa, tỉnh Đồng Nai
- Giáo xứ Giuse - Xã Phú Riềng, tỉnh Bình Phước
- Giáo xứ Long Điền - Phường Phước Bình, tỉnh Đồng Nai
- Giáo xứ Long Hà - Xã Long Hà, tỉnh Đồng Nai
- Giáo xứ Nhơn Hòa - Phường Phước Bình, tỉnh Đồng Nai
- Giáo xứ Phú Văn - Xã Phú Nghĩa, tỉnh Đồng Nai
- Giáo xứ Phước Bình - Phường Phước Bình, tỉnh Đồng Nai
- Giáo xứ Phước Long - Phường Phước Long, tỉnh Đồng Nai
- Giáo xứ Phước Quả - Phường Phước Long, tỉnh Đồng Nai
- Giáo xứ Phước Sơn - Phường Phước Bình, tỉnh Đồng Nai
- Giáo xứ Phước Vĩnh - Phường Phước Bình, tỉnh Đồng Nai
- Giáo xứ Sơn Giang - Phường Phước Long, tỉnh Đồng Nai
- Giáo xứ Sông Bé - Phường Phước Long, tỉnh Đồng Nai
- Giáo xứ Tân Tiến - Xã Tân Tiến, tỉnh Đồng Nai
- Giáo xứ Thanh Hòa - Xã Thiện Hưng, tỉnh Đồng Nai

Hạt Đắk Mil: 15 giáo xứ, 4 họ đạo biệt lập (Cư Jút, Đăk Mil, Krông Nô cũ)
- Giáo xứ Bác Ái - Xã Đức Lập, tỉnh Lâm Đồng
- Giáo xứ Đức Hạnh - Xã Thuận An, tỉnh Lâm Đồng
- Giáo xứ Đức Lệ - Xã Đức Lập, tỉnh Lâm Đồng
- Giáo xứ Kitô Vua - Xã Đắk Mil, tỉnh Lâm Đồng
- Giáo xứ Phúc Bình - Xã Cư Jút, tỉnh Lâm Đồng
- Giáo xứ Phúc Lộc - Xã Cư Jút, tỉnh Lâm Đồng
- Giáo xứ Phúc Thành - Xã Nam Dong, tỉnh Lâm Đồng
- Giáo xứ Quảng Đà - Xã Nam Đà, tỉnh Lâm Đồng
- Giáo xứ Quảng Phú - Xã Quảng Phú, tỉnh Lâm Đồng
- Giáo xứ Thổ Hoàng - Xã Đắk Sắk, tỉnh Lâm Đồng
- Giáo xứ Vinh An - Xã Đức Lập, tỉnh Lâm Đồng
- Giáo xứ Vinh Hương - Xã Đức Lập, tỉnh Lâm Đồng
- Giáo xứ Xã Đoài - Xã Đức Lập, tỉnh Lâm Đồng
- Giáo xứ Xuân Hòa - Xã Đức Lập, tỉnh Lâm Đồng
- Giáo xứ Xuân Lộc - Xã Đắk Sắk, tỉnh Lâm Đồng

Hạt Buôn Hồ: 16 giáo xứ, 4 họ đạo biệt lập (TX. Buôn Hồ, Cư Mgar, Ea Hleo, Krông Buk, Krông Năng cũ)
- Giáo xứ Buôn Hồ - Phường Buôn Hồ, tỉnh Đắk Lắk
- Giáo xứ Công Chính - Phường Cư Bao, tỉnh Đắk Lắk
- Giáo xứ Ea Hleo - Xã Ea Drăng, tỉnh Đắk Lắk
- Giáo xứ Ea Tul - Xã Ea Tul, tỉnh Đắk Lắk
- Giáo xứ Kon Hring - Xã Cư Mgar, tỉnh Đắk Lắk
- Giáo xứ Nam Thiên - Phường Tân An, tỉnh Đắk Lắk
- Giáo xứ Phú Lộc - Xã Krông Năng, tỉnh Đắk Lắk
- Giáo xứ Phú Xuân - Xã Phú Xuân, tỉnh Đắk Lắk
- Giáo xứ Pơng Drang - Xã Pơng Drang, tỉnh Đắk Lắk
- Giáo xứ Quảng Nhiêu - Xã Quảng Phú, tỉnh Đắk Lắk
- Giáo xứ Thiên Đăng - Xã Cuôr Đăng, tỉnh Đắk Lắk
- Giáo xứ Vinh Đức - Phường Buôn Hồ, tỉnh Đắk Lắk
- Giáo xứ Vinh Hà - Xã Krông Búk, tỉnh Đắk Lắk
- Giáo xứ Vinh Phước - Phường Buôn Hồ, tỉnh Đắk Lắk
- Giáo xứ Vinh Quang - Phường Cư Bao, tỉnh Đắk Lắk
- Giáo xứ Vinh Tân - Xã Ea Kiết, tỉnh Đắk Lắk

Hạt Giang Sơn: 10 giáo xứ, 7 họ đạo biệt lập (Cư Kuin cũ)
- Giáo xứ Đông Sơn - Xã Dray Bhăng, tỉnh Đắk Lắk
- Giáo xứ Ea Kmar - Xã Ea Ktur, tỉnh Đắk Lắk
- Giáo xứ Giang Sơn - Xã Dray Bhăng, tỉnh Đắk Lắk
- Giáo xứ Hòa Bình - Phường Tân Lập, tỉnh Đắk Lắk
- Giáo xứ Kim Châu - Xã Dray Bhăng, tỉnh Đắk Lắk
- Giáo xứ Kim Hòa - Xã Dray Bhăng, tỉnh Đắk Lắk
- Giáo xứ Kim Phát - Xã Dray Bhăng, tỉnh Đắk Lắk
- Giáo xứ Tân Hòa - Xã Ea Ktur, tỉnh Đắk Lắk
- Giáo xứ Vinh Hòa - Xã Ea Ktur, tỉnh Đắk Lắk
- Giáo xứ Vinh Trung - Xã Ea Ning, tỉnh Đắk Lắk

Hạt Gia Nghĩa: 18 giáo xứ, 13 họ đạo biệt lập (TP. Gia Nghĩa, Đăk Glong, Đăk R'Lấp, Đăk Song, Tuy Đức cũ)
- Giáo xứ Bình Hà - Xã Thuận Hạnh, tỉnh Lâm Đồng
- Giáo xứ Bùi Phát - Xã Đức An, tỉnh Lâm Đồng
- Giáo xứ Gia Nghĩa - Phường Bắc Gia Nghĩa, tỉnh Lâm Đồng
- Giáo xứ Hòa An - Xã Đức An, tỉnh Lâm Đồng
- Giáo xứ Hòa Tiến - Xã Đức An, tỉnh Lâm Đồng
- Giáo xứ Hương Sơn - Xã Đức An, tỉnh Lâm Đồng
- Giáo xứ Kiến Hòa - Xã Kiến Đức, tỉnh Lâm Đồng
- Giáo xứ Nghi Lập - Xã Đức An, tỉnh Lâm Đồng
- Giáo xứ Nghi Trung - Xã Đức An, tỉnh Lâm Đồng
- Giáo xứ Nghi Xuân - Xã Trường Xuân, tỉnh Lâm Đồng
- Giáo xứ Nhân Cơ - Xã Nhân Cơ, tỉnh Lâm Đồng
- Giáo xứ Quảng Phúc - Xã Quảng Khê, tỉnh Lâm Đồng
- Giáo xứ Thánh Linh - Xã Quảng Tín, tỉnh Lâm Đồng
- Giáo xứ Thiên Ân - Xã Tuy Đức, tỉnh Lâm Đồng
- Giáo xứ Thiên Hoa - Xã Quảng Tín, tỉnh Lâm Đồng
- Giáo xứ Thiên Phước - Xã Quảng Sơn, tỉnh Lâm Đồng
- Giáo xứ Trung Nghĩa - Xã Kiến Đức, tỉnh Lâm Đồng
- Giáo xứ Trường Xuân - Xã Trường Xuân, tỉnh Lâm Đồng

Hạt Đồng Xoài: 18 giáo xứ, 6 họ đạo biệt lập (TP. Đồng Xoài, Bù Đăng, Đồng Phú, Phú Riềng cũ)
- Giáo xứ Bình Minh - Xã Bom Bo, tỉnh Đồng Nai
- Giáo xứ Bù Đăng - Xã Bù Đăng, tỉnh Đồng Nai
- Giáo xứ Đắk Nhau - Xã Đắk Nhau, tỉnh Đồng Nai
- Giáo xứ Đồng Nai - Xã Thọ Sơn, tỉnh Đồng Nai
- Giáo xứ Đồng Tâm - Xã Đồng Tâm, tỉnh Đồng Nai
- Giáo xứ Đồng Tín - Xã Đồng Tâm, tỉnh Đồng Nai
- Giáo xứ Đồng Xoài - Phường Bình Phước, tỉnh Đồng Nai
- Giáo xứ Đức Liễu - Xã Nghĩa Trung, tỉnh Đồng Nai
- Giáo xứ Minh Hưng - Xã Bù Đăng, tỉnh Đồng Nai
- Giáo xứ Nghĩa Trung - Xã Nghĩa Trung, tỉnh Đồng Nai
- Giáo xứ Phú Sơn - Xã Phước Sơn, tỉnh Đồng Nai
- Giáo xứ Phú Riềng - Xã Phú Riềng, tỉnh Đồng Nai
- Giáo xứ Phước Tín - Xã Phú Trung, tỉnh Đồng Nai
- Giáo xứ Tân Hưng - Phường Bình Phước, tỉnh Đồng Nai
- Giáo xứ Tân Lập - Xã Đồng Phú, tỉnh Đồng Nai
- Giáo xứ Thống Nhất - Xã Phước Sơn, tỉnh Đồng Nai
- Giáo xứ Thuận Lợi - Xã Thuận Lợi, tỉnh Đồng Nai
- Giáo xứ Thuận Phú - Xã Thuận Lợi, tỉnh Đồng Nai

Lãnh đạo giáo phận:
- Giám mục Chính Toà: Gioan Baotixita Nguyễn Huy Bắc
- Tổng Đại diện: Linh mục: Stêphanô Nguyễn Văn Đậu
- Chưởng ấn – Thư ký: Linh mục Giuse Nguyễn Quang Diệu
- Quản lý: Linh mục Giuse Trần Văn Phúc

Các cơ quan trực thuộc:
- Hội đồng Tư vấn
- Hội đồng Linh mục
- Tòa án Hôn phối

## Các đời Giám mục quản nhiệm
| STT | Tên                            | Thời gian quản nhiệm | Ghi chú                               |
| --- | ------------------------------ | -------------------- | ------------------------------------- |
| 1 † | Phêrô Nguyễn Huy Mai           | 1967–1990            |                                       |
| 2 † | Giuse Trịnh Chính Trực         | 1981–1990 1990–2000  |                                       |
| 3 † | Giuse Nguyễn Tích Đức          | 1997–2000 2000–2006  |                                       |
| 4 † | Phaolô Nguyễn Văn Hòa          | 2006–2009            | Giám quản Tông Tòa                    |
| 5   | Vinh Sơn Nguyễn Văn Bản        | 2009–2022 2022–2024  | Giám mục chính tòa Giám quản Tông Tòa |
| 6   | Gioan Baotixita Nguyễn Huy Bắc | 2024–nay             | Giám mục chính tòa                    |

- : Giám mục chính tòa
- : Giám mục phó, phụ tá hoặc Đại diện tông tòa
- : Giám quản tông tòa